# Léon Pourtau
Léon Pourtau (Bordeus, 1872 - Oceà Atlàntic, 4 de juny de 1898) va ser un pintor i músic francès.

## Biografia
Als quinze anys, sent aprenent de tipògraf, va deixar Bordeus per marxar a París. Mentre treballava en un petit restaurant a la Rue Lafayette on es reunien músics de l'Orchestre Lamoureux. Gràcies a ells aconsegueix treball com clarinetista en un cafè-concert de la Villete. Després va anar de gira amb una banda de circ, ajudava a muntar la carpa del mateix i a banyar als elefants. De tornada a París va entrar al Conservatori. En aquest període es casa i té dos fills, convertint-se als 22 anys en professor del Conservatori de Lió.
Malgrat l'ofici de músic, la seva veritable vocació és la pintura. Va conèixer a George Seurat, qui li va transmetre la tècnica impressionista. Poc després aprofita una gira com a músic per exposar la seva obra Quatre heures de l'après-midi a Filadèlfia durant 1896 a 1897, la qual cosa, fet i fet seria la seva única exposició. Per tornar a Havre, Pourtau embarca en el SS La Bourgogne, el qual va xocar contra el vaixell de bandera britànica Cromartyshire enfront de l'Illa Sable, avui pertanyent al Canadà, el 4 de juny de 1898. El pintor va morir en l'accident.

## Galeria d'obres destacades

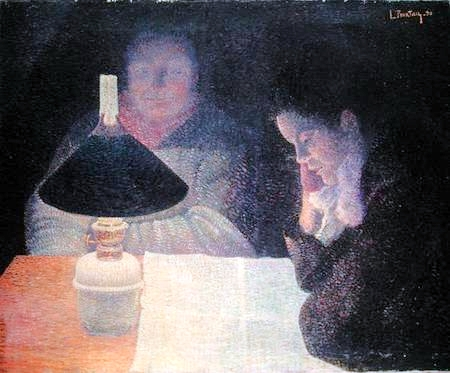
Lecture sous la lampe
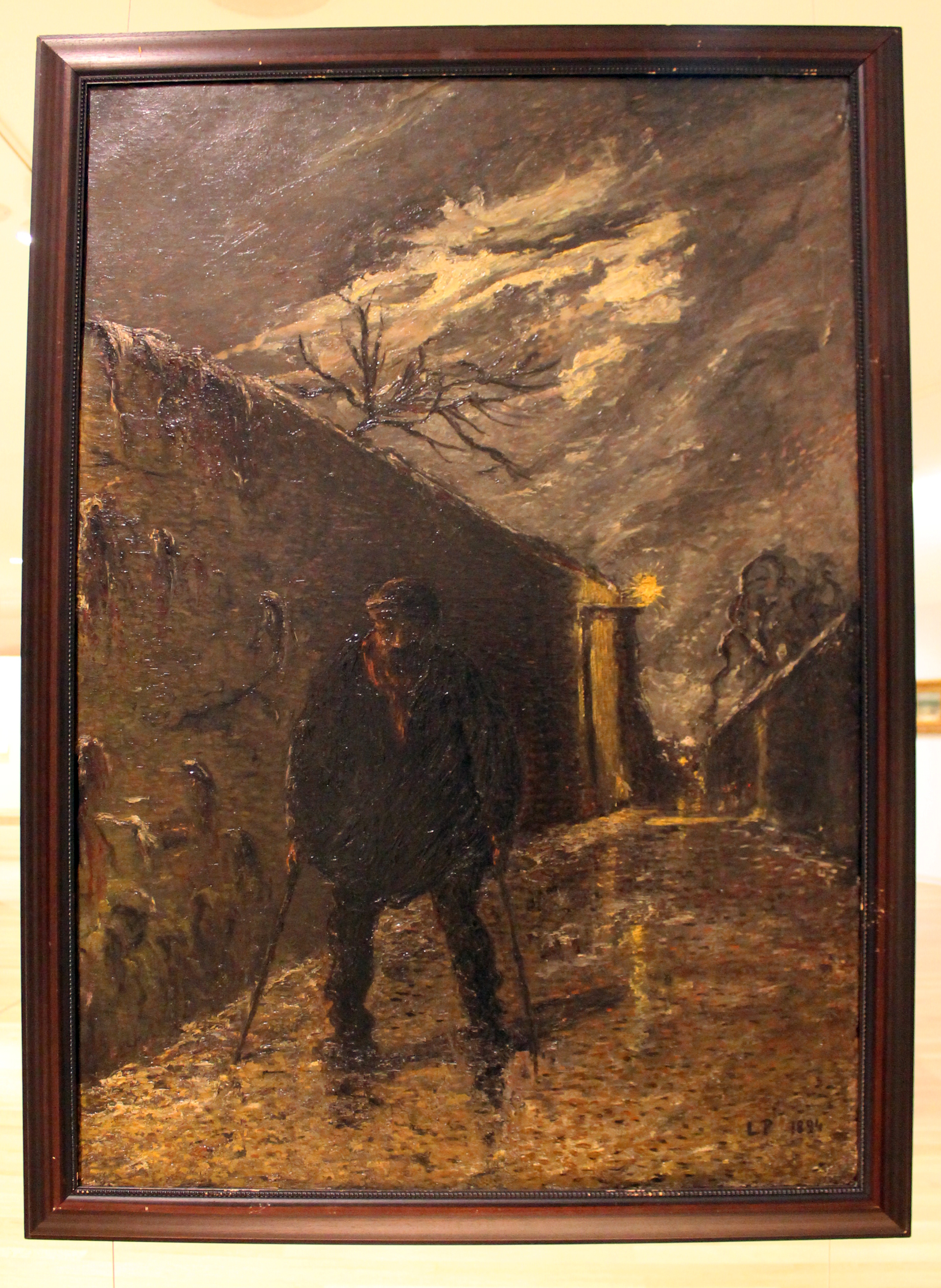
Le vieillard
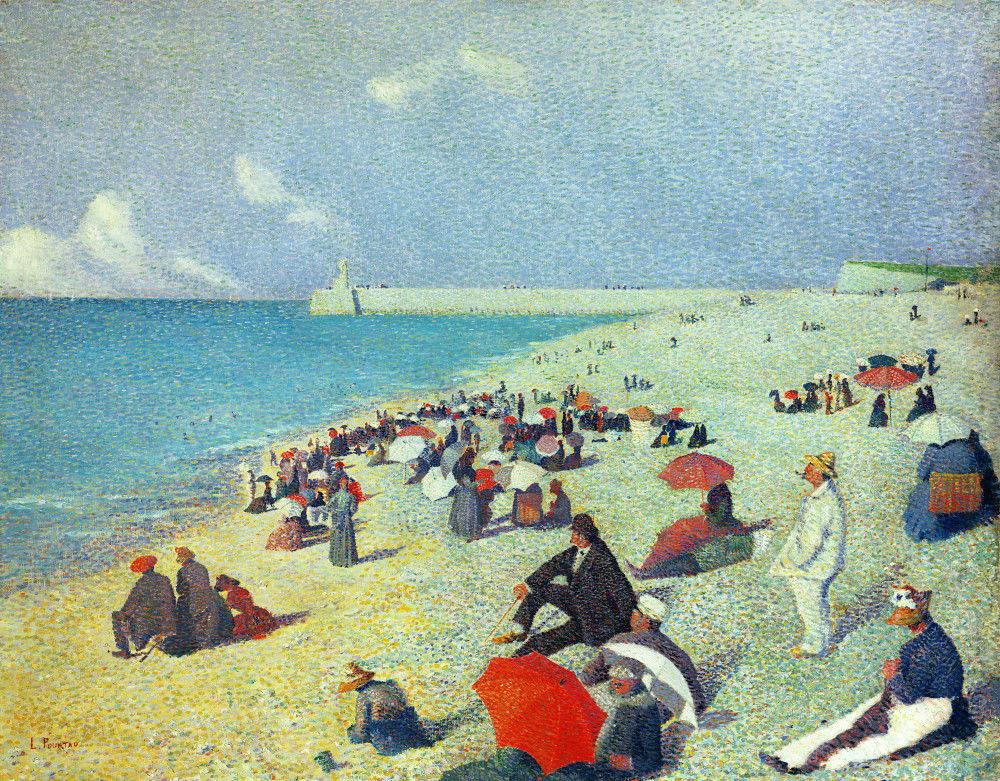
Sur la plage
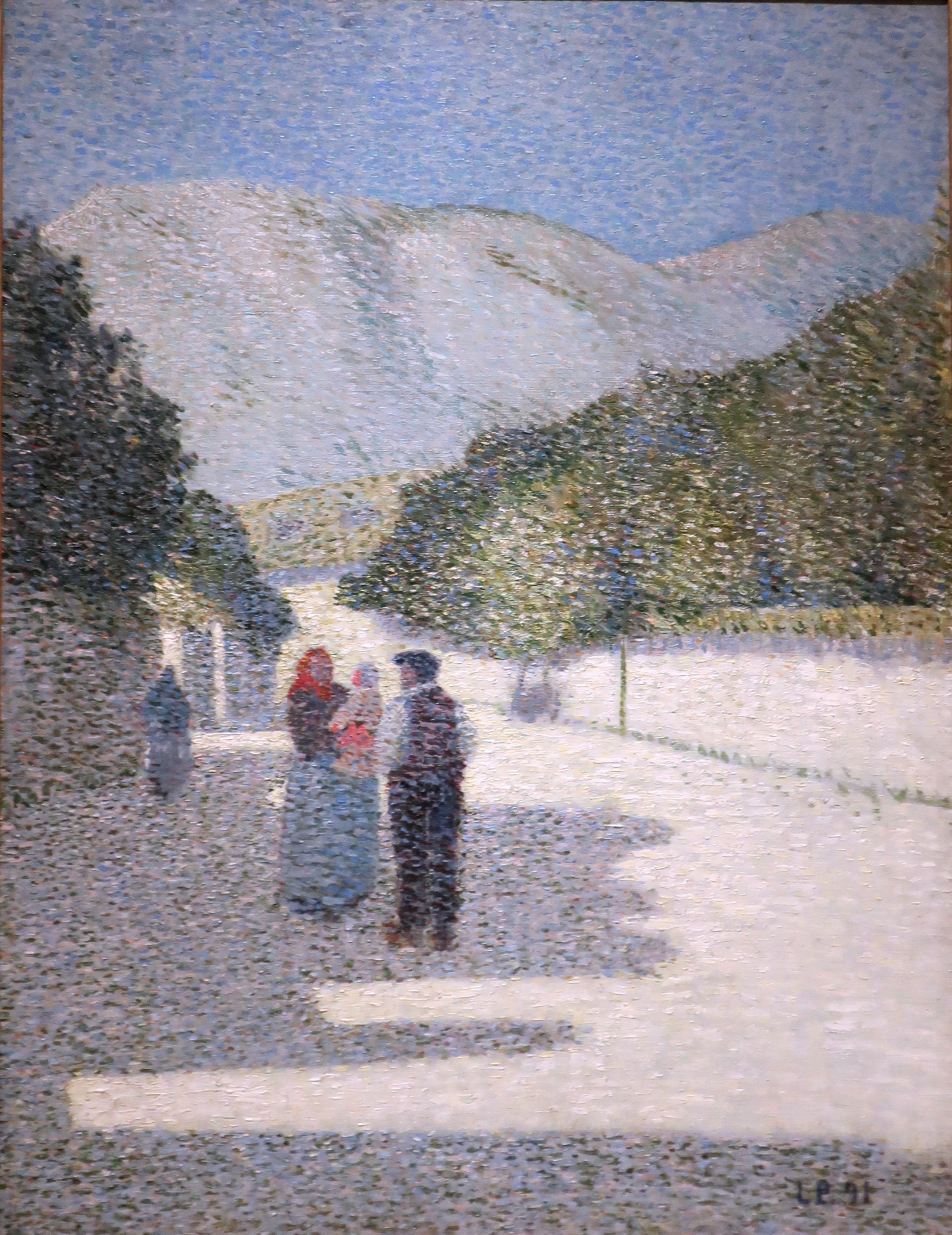
Paysage provençal
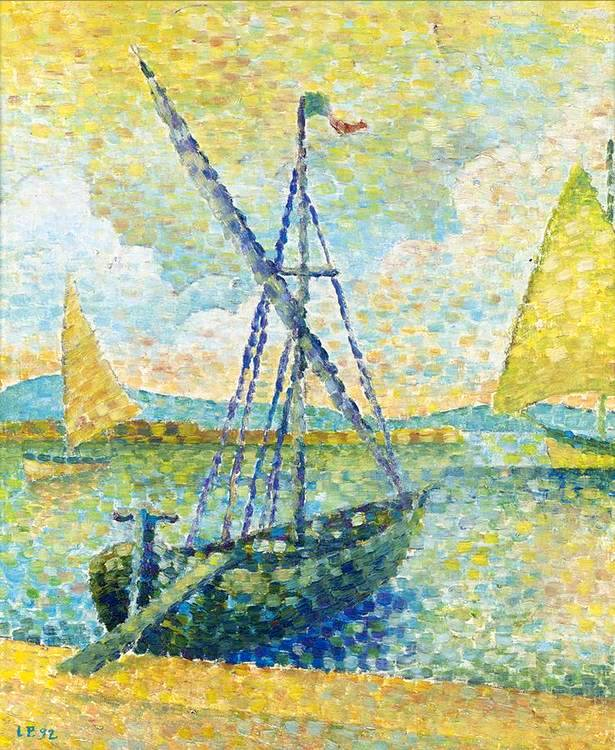
St. Tropez
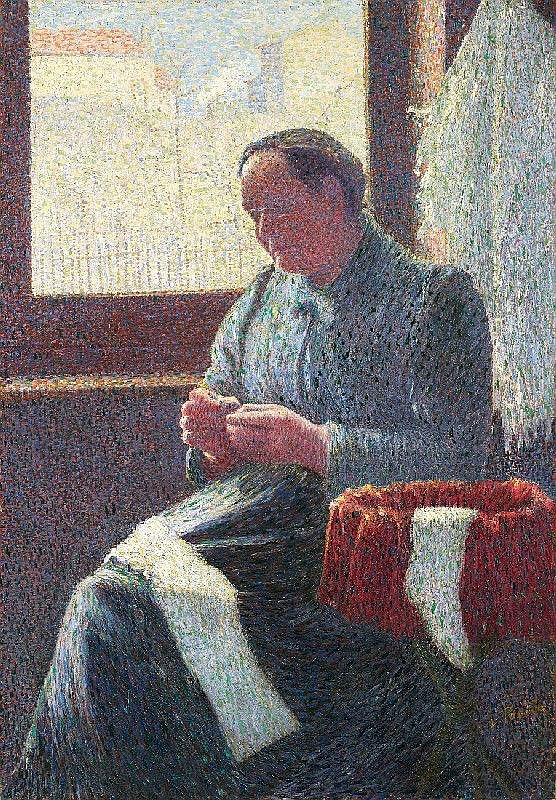
Portrait de madame Vallad
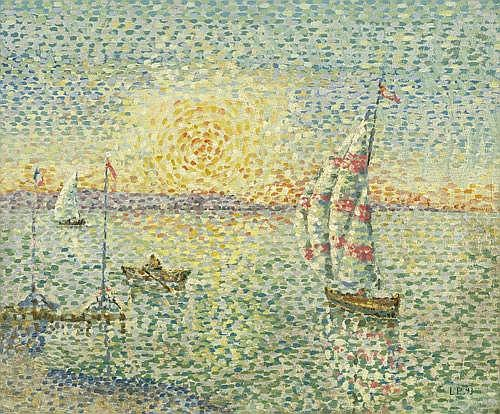
Solei Couchant
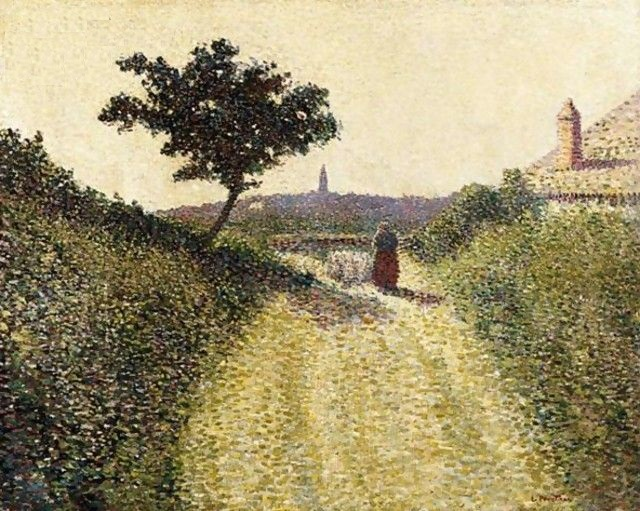
Rue de Village